# ニオイバンマツリ
ニオイバンマツリ（匂蕃茉莉、学名：Brunfelsia latifolia）は、ナス科ブルンフェルシア属の常緑広葉樹の低木。熱帯アメリカ原産。日本には明治時代末期に渡来し観賞用に栽培され、「ブルンフェルシア」という名でも流通している。初夏から夏にかけて（7 - 8月）花が咲く。花は直径4センチメートルの漏斗状の花弁で5弁に開く。花は咲き始め濃い紫色で、次に薄い紫色、2日ほどで最後は白色になり、1本の木で2色咲いているように見える。強い芳香がある。
葉は互生し、長さ5-10センチメートルの広楕円形で、革質で光沢があり、葉裏には毛がある。
和名の匂蕃茉莉は、匂（香り）があり、蕃（外国）からの、茉莉（ジャスミン類）の意味で「香りのある外国からのジャスミン」を意味する。
ただし、ジャスミンはモクセイ科ソケイ属であり別属。
パーツ全体に神経毒性があり、特に未熟な果実や種などに中毒成分が多く含まれている。
犬や猫が間違って食べてしまうと、眼振・散瞳・嘔吐・ふらつき等の症状を起こし、死に至る事もある。

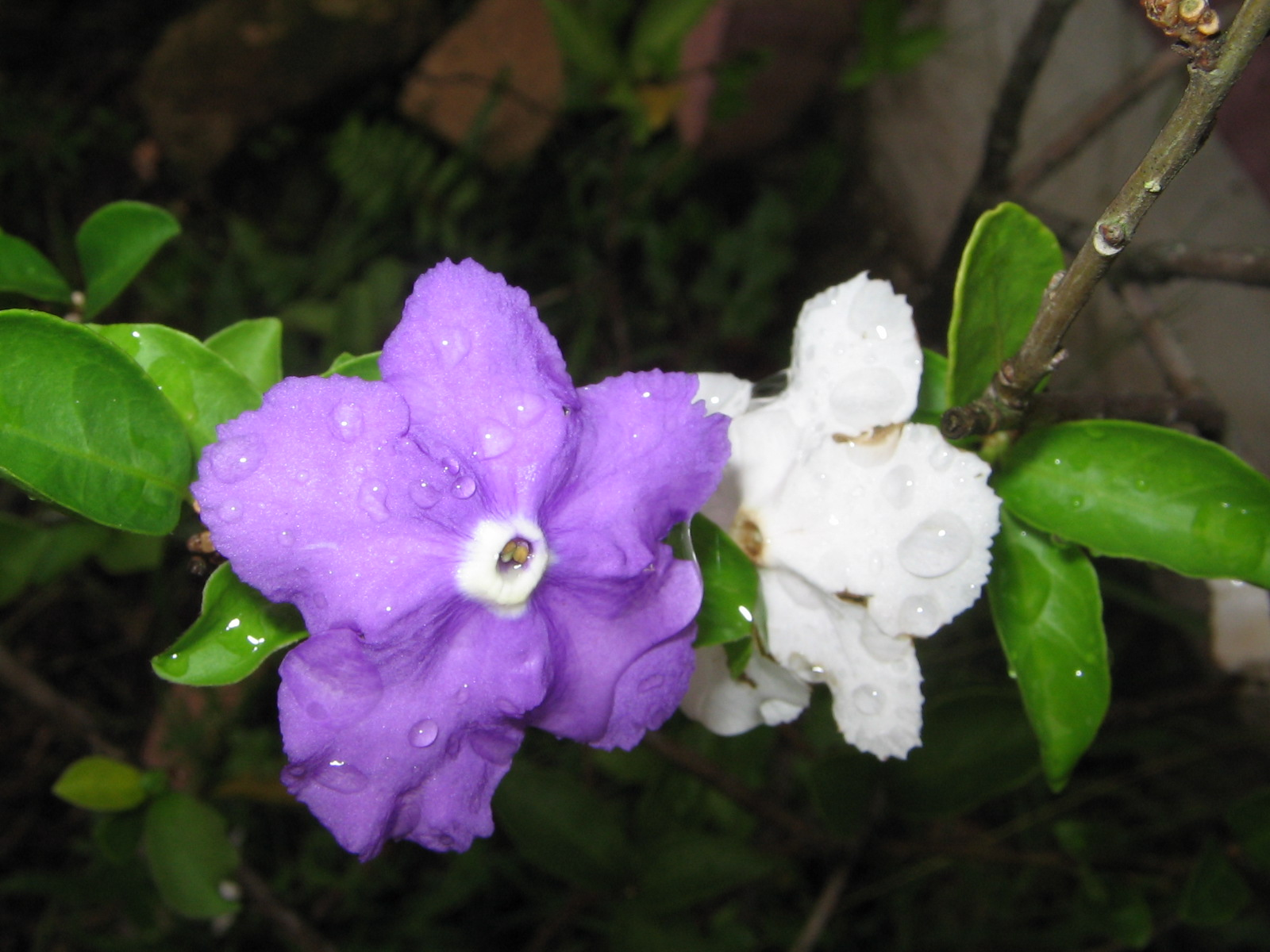
紫色の花と白色の花
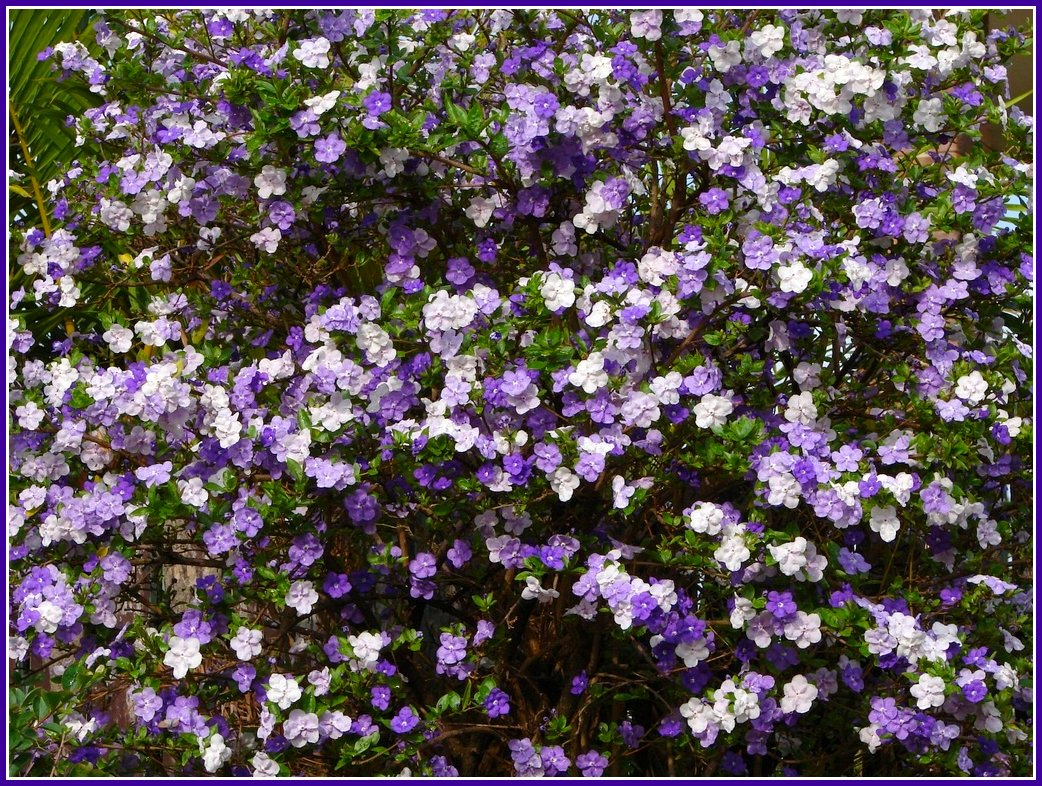
紫色の花と白色の花が入り交じり咲いている